# Broitz (Fläming)
Broitz ist ein wüste Feldmark bei Jüterbog im Landkreis Teltow-Fläming in Brandenburg.

## Geografische Lage
Die genaue Lage der Feldmark ist unbekannt. Experten vermuten sie am Fuße des Harmberges östlich des Jüterboger Wohnplatzes Neumarkt.

## Geschichte und Etymologie

### 12. bis 15. Jahrhundert
Die Feldmark wurde in den Jahren 1161/1174 erstmals Brodeze urkundlich als Kirchdorf erwähnt; demzufolge muss es im Ort eine Dorfkirche gegeben haben. Das Dorf (villam) erschien erneut in den Jahren 1173/1180 als Brodeze und 1183 in der Schreibweise Brodisse. Der Bischof Siegfried I. übertrug 1173/1180 der Marienkirche in Jüterbog den Zehnten von sechs Hufen aus Jüterbog sowie 1⁄3 des Zehnten aus den Dörfern Ruthenitz, Rothwiensdorf, Broitz und Hohen. Im Jahr 1368 war den Broetz wohl schon eine wüste Feldmark. Es gehörte vor 1368 bis 1386 den Herren von der Dahme und kam 1386 als in villam Broz in den Besitz der Vogtei bzw. dem Amt Jüterbog. Die Hebungen waren bereits von den Herren von der Dahme weiterverlehnt worden. Der erste Anteil war vor 1386 bis 1482 im Besitz des Jüterboger Bürgers Künecke und kam von dort bis vor 1514 an den Bürger Heintz aus Jüterbog. Er erhielt die Hebungen aus sieben großen Hufen, die jede 5 ½ Scheffel Roggen und 5 ½ Scheffel Gerste gaben. Hinzu kamen 7 ½ kleine Hufen, die jede 4 Scheffel Roggen und 4 Scheffel Gerste gaben (1386) bzw. den ½ Broitz mit allen Recht an 6 Wispel (halb Roggen, halb Gerste) von 10 Hufen Land. Jede Hufe gab außerdem Geld (1467). Der Anteil fiel danach, wie auch alle weiter aufgeführten Anteil an den Landesherren bzw. das Amt. Den zweiten Anteil besaß vor 1386 bis vor 1446 die Familie Wittram. Sie erhielten die Hebungen aus 7 großen Hufen, von denen jede 5 ½ Scheffel Roggen und 5 ½ Scheffel Gerste gab sowie 7 ½ kleinen Hufen, die jede 4 Scheffel Roggen und 4 Scheffel Gerste gaben (1386). Dieser Anteil kam vor(?) 1466 an den Geleitsmann Rasch und seine Erben aus Jüterbog, die ihn bis 1555 hielten. Sie erhielten die Hebungen von 14 Einwohnern aus Neumarkt, die zweimal 6 Scheffel Roggen, 6 Scheffel Gerste, fünfmal 5 ½ Scheffel Roggen, 5 ½ Scheffel Gerste sowie sechsmal 4 Scheffel Roggen und 4 Scheffel Gerste zahlten. Jeder gab außerdem auch Geld; ein Einwohner bezahlte nur Geld (1466). Der Anteil wurde anschließend geteilt. Ein Anteil ging im Jahr 1555 an den Bürger Kemnitz aus Berlin. Er erhielt die Hebungen von acht Einwohnern aus Neumarkt, die einmal 5 ½ Scheffel Roggen, 5 ½ Scheffel Gerste und siebenmal 4 Scheffel Roggen und 4 Scheffel Gerste gaben (hinzu kam Geld). Der zweite Anteil war von 1555 bis vor 1657 im Besitz der von Klitzing. Es handelte sich um Hebungen von acht Einwohnern aus Neumarkt, von denen fünf 5 ½ Scheffel Roggen, 5 ½ Scheffel Gerste gaben. Ein Einwohner gab 4 Scheffel Roggen, 4 Scheffel Gerste, ein weiterer gab Geld von einer Wiese. Ein Einwohner aus Jüterbog gab 3 Scheffel Roggen und 3 Scheffel Gerste sowie Geld. Ein Einwohner aus Damm zahlte 8 Scheffel Hafer und Geld. Ein weiterer Anteil war bis 1390 im Besitz der Familie Goring und kam im genannten Jahr an die von Richenheim. Es handelte sich um eine Hufe auf dem Felde zu Broitz (1390). Der letzte Anteil war bis 1485 im Besitz des Jüterboger Bürgers Zugel und kam im Jahr 1485 an den Geleitsmann Meinecke aus Jüterbog. Es handelte sich um die Hebungen aus einer Hufe, die 6 Scheffel Roggen und Hafer gaben (1485). In dieser Zeit erschien in den Jahren 1391/1393 eine Person mit dem Namen Hans Brocz in Jüterbog. Die Feldmark wurde 1432 als Umbe die broetsche hufen und 1466 als czu Broytz bezeichnet.

### 17. Jahrhundert
Im Jahr 1661 besaßen der Richter aus Neumarkt zwei Hufen in Broitz, ebenso je vier Ackerleute. Ein Kossät bewirtschaftete ebenfalls zwei Hufen, ein Ackermann 1 ½ Hufen. Neun Ackerleute bewirtschafteten je eine Hufe, ein Gärtner ebenfalls eine Hufe sowie ein weiterer Kötter ¾ Hufe. Je ½ Hufe wurde von einem Ackersmann und einem Kossäten bewirtschaftet. Zusammen kamen sie auf 25 ¼ Hufen auf der wüsten Feldmark Broitz. Im Jahr 1699 war die Fläche in den Hufen von Neumarkt enthalten.

### 18. Jahrhundert
Im Jahr 1704 bewirtschafteten vier Güter aus Neumarkt je zwei Hufen, vier Güter je 1 ½ Hufen, fünf Güter je eine Hufe, drei Güter je ¾ Hufen, ein Gut ½ Hufe, zwei Kossäten je 1 Hufe, zwei Kossäten je ¾ Hufen und ein Kossät ½ Hufe – in Summe 25 ¾ Hufen. Im Jahr 1721 erschien die Fläche als Wiese ufn Pretsch an der Dorfstelle gelegen und wurde nach wie vor von den Bewohnern aus Neumarkt bewirtschaftet: fünf Ackerleute mit je zwei Hufen, ein Ackersmann mit 1 ¾ Hufen, ein Gärtner mit 1 ¼ Hufen, neun Ackerleute mit je einer Hufe, zwei Gärtner mit je einer Hufe, zwei Ackersleute mit je ¾ Hufen, zwei Gärtner mit je ¾ Hufen, ein Ackersmann mit ½ Hufe und ein Gärtner mit ½ Hufe. Die Fläche war in Summe 28 Hufen groß. Die Fläche erschien erneut in den Jahren 1747 und 1760 und kam 1817 zum Amt Zinna. Sie wurde 1858 als wüste Feldmark zu Neumarkt geführt, ging dort auf und wurde nicht wieder besiedelt. Eine letzte Erwähnung erfolgte im Jahr 1861 als Broiz.